# Phidippus adonis
Phidippus adonis es una especie de araña araneomorfa del género Phidippus, familia Salticidae. Fue descrita científicamente por Edwards en 2004.
Habita en México. El paratipo masculino mide 8,60 mm y el femenino 10,70 mm.